# Scoparia deliniens
Scoparia deliniens là một loài bướm đêm trong họ Crambidae.